# Bourne, Massachusetts

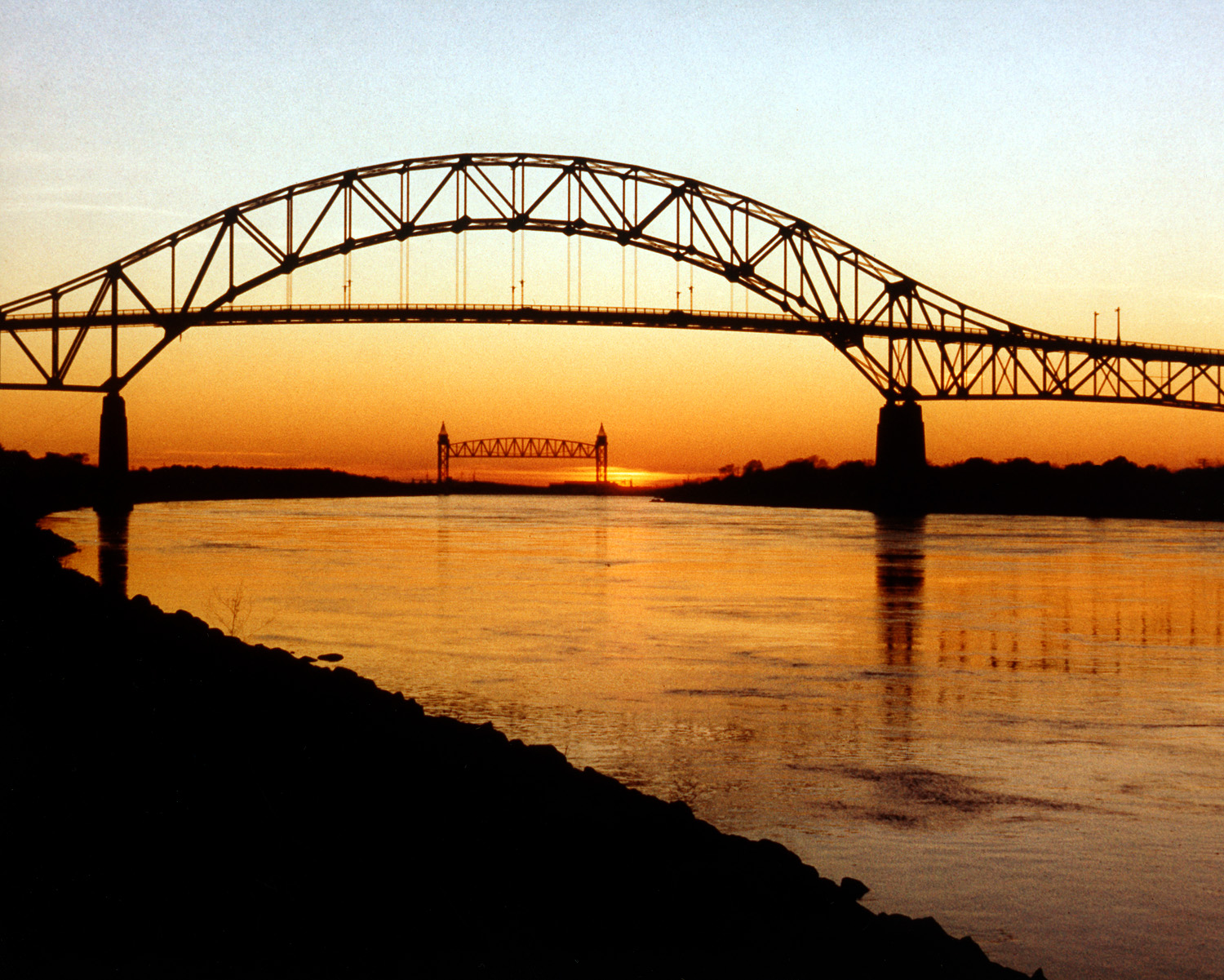

Bourne är en kommun (town) i Barnstable County, Massachusetts, USA, med cirka 18 721 invånare (2000). Den har enligt United States Census Bureau en area på 136,8 km².